# 佳能 EOS 30
Canon EOS 30/33 (美國命名為ELAN 7e/7，日本命名為EOS 7)是由佳能公司在2000年所發表的業餘級35mm底片單眼相機。EOS 30 (ELAN 7e)是有眼控對焦的版本，而EOS 33 (ELAN 7)則無眼控對焦的功能。2004年由被小幅度更新的EOS 30V所取代。
EOS 30以其配備的眼控自動對焦系統聞名。EOS 30延續了EOS 50作為業餘機的產品定位。

## 比較

### EOS-3
EOS 30在EOS-3的基礎上改善了首見於EOS 5上的眼控對焦功能，除了增快反應速度到55ms外(更高階的EOS-3需65ms來判斷眼睛位置)，亦可用校正功能(CALIBRATION)改善眼控對焦系統的判斷準度，最多可記憶5組設定(EOS-3為3組)，此外觀景窗亦加入了屈光度調節的功能，可在-2.5~+0.5Dpt間調整(EOS-3則為固定不可調的-1dpt, 欲調整屈光度要另購接目片)。比起準專業級的EOS-3，EOS 30少了點測光和多點測光平均值的功能。

### EOS 50
比起前代的EOS 50，EOS 30加入了更多的功能，例如反光鏡預鎖(Mirror lock up)和景深預覽鈕等，對焦點也增加到7點(EOS 50為左中右三點)、使用了新的Whisper Drive靜音過片系統讓過片噪音降低，但在低光源時的紅色輔助對焦燈則被取消了，改由機頂閃燈連續頻閃，對被攝者的影響較大。EOS 30的機身材質為鋁合金機殼，比起EOS 50更為結實。

## 圖集

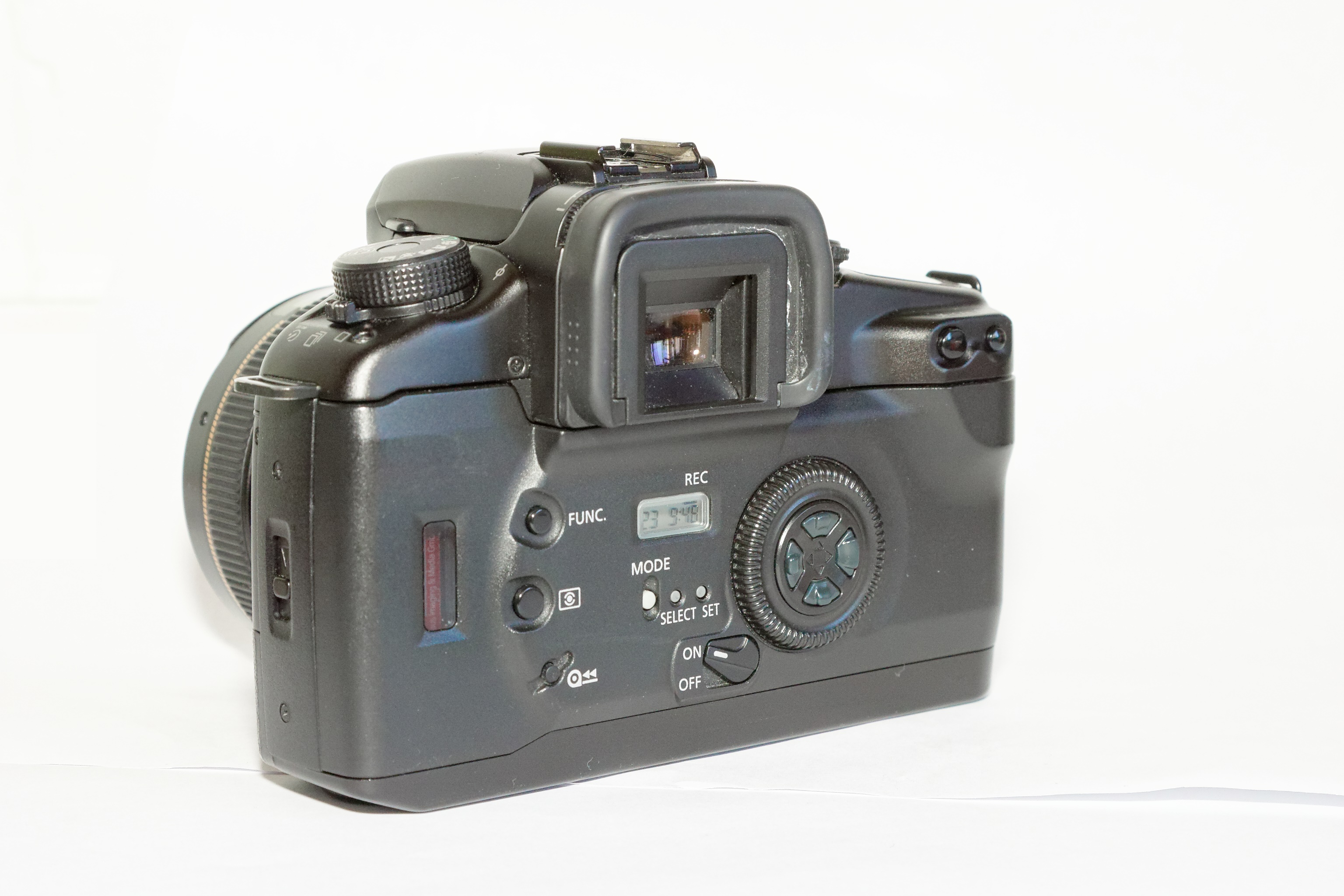
EOS 30 機背，此為可在底片上打印日期的DATE版本
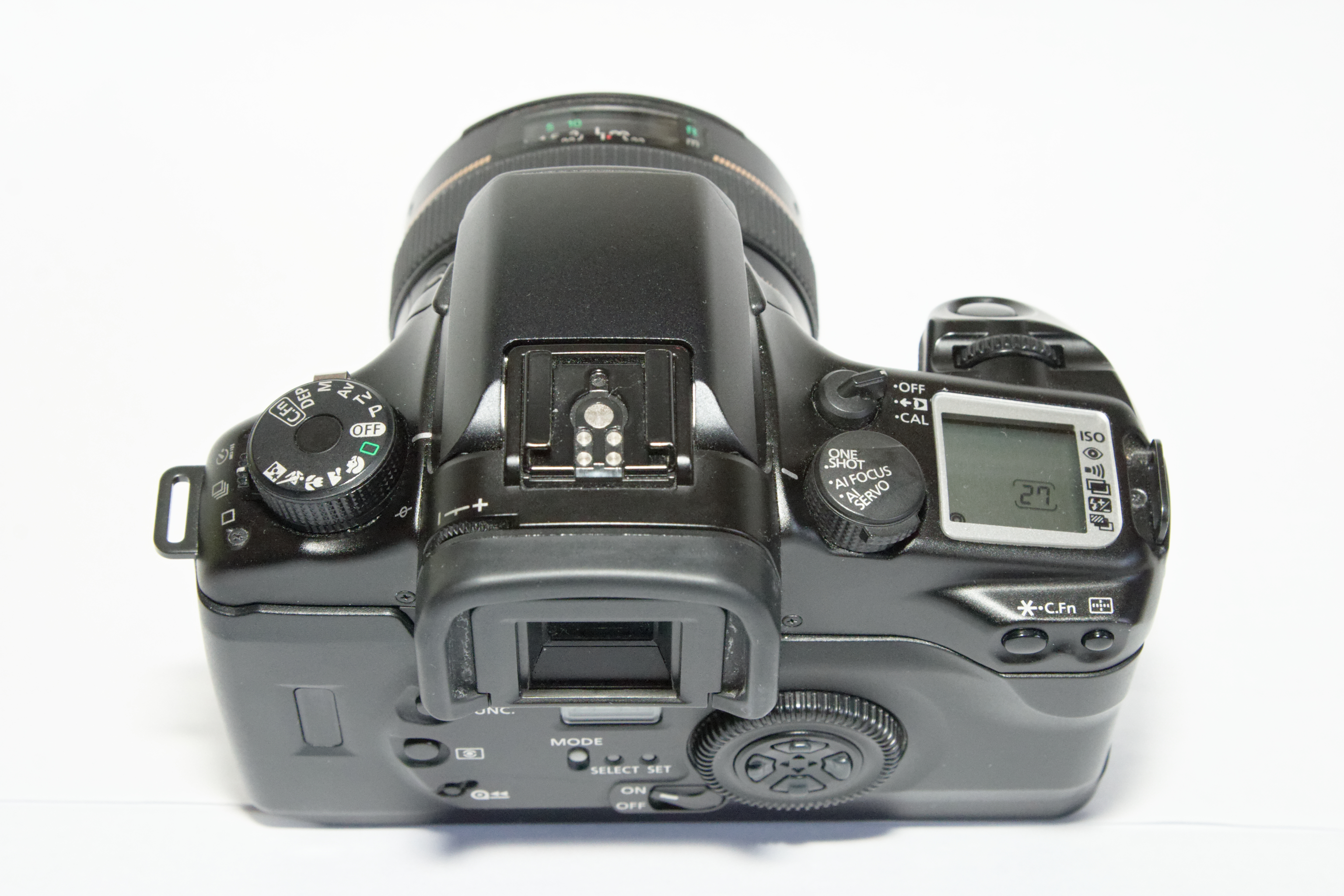
EOS 30 機頂控制轉盤和資訊幕
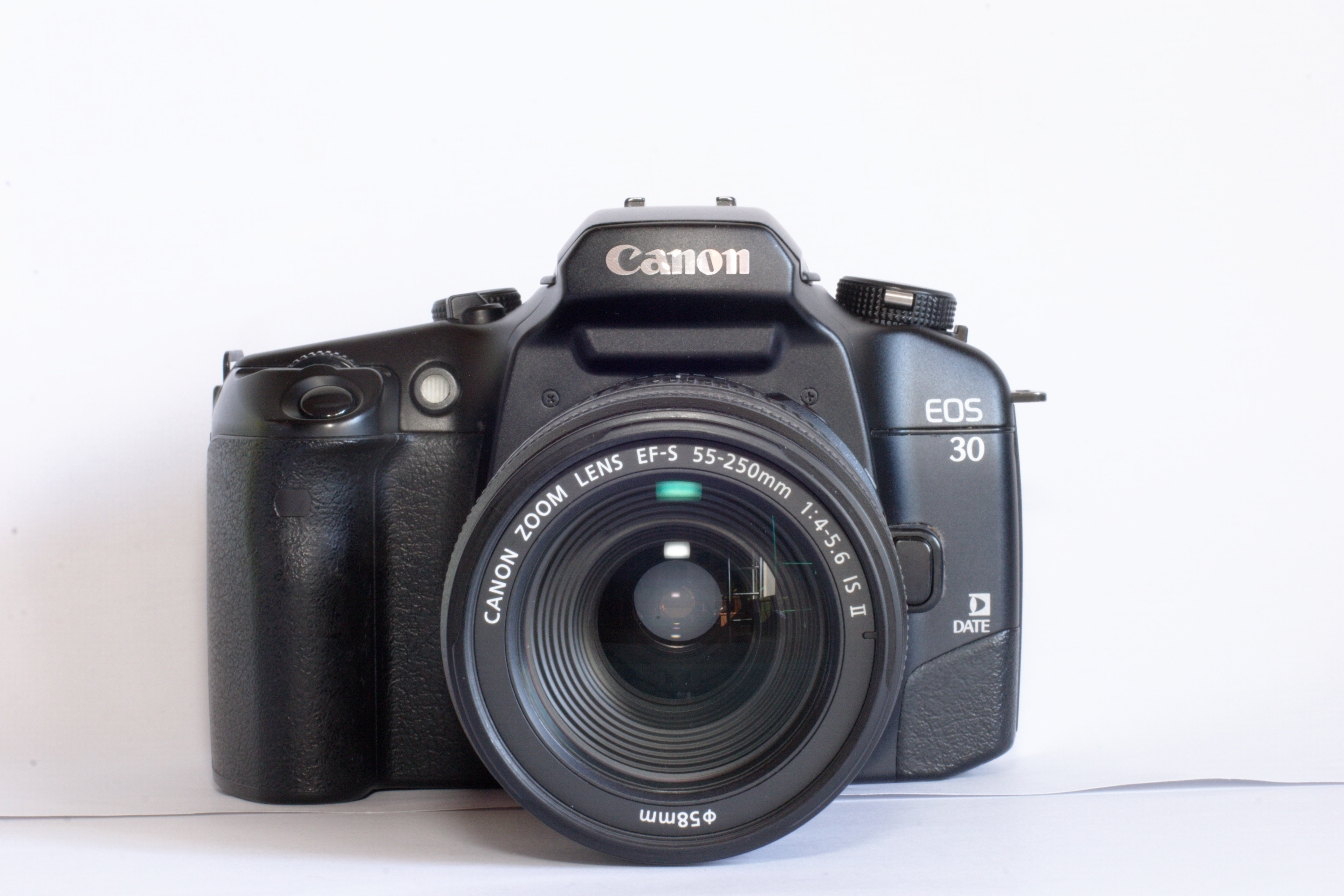
EOS 30 正面照

## 外部連結
维基共享资源上的相關多媒體資源：佳能 EOS 30